# Picco Arnavad
Il Picco Arnavad (o Qullai Arnavad) è una montagna del Tagikistan situata nella parte occidentale del Pamir.

## Geografia
Si trova al confine tra i due distretti di Vanč (Gorno-Badachšan) e di Tavil'dara (Distretti di Subordinazione Repubblicana).
Culmina a 5992 m ed è il punto più alto dei monti del Darvaz. Ai piedi del suo versante sud-orientale si trova la valle del fiume Vanč. I versanti sud-occidentale e settentrionale vengono invece drenati dall'Obichingou.

## Storia
La prima ascensione venne effettuata nell'agosto 1946 da un gruppo di cinque alpinisti del Tagikistan sotto la guida di O. Kapitanov lungo la parete nord.